# ニコラオス・カクラマナキス
ニコラオス・カクラマナキス（Νίκος Κακλαμανάκης 1968年8月19日 - ）は、ギリシャのセーリング選手。
1996年アトランタオリンピックでウィンドサーフィン・ミストラル級で金メダルを獲得し、2004年アテネオリンピックでは最終聖火ランナーを務めるとともにウィンドサーフィン・ミストラル級で銀メダルを獲得した。

## 主な成績
- 1994年:欧州選手権（ミストラル級）優勝
- 1995年:IMCO世界選手権 3位
- 1996年:IMCO世界選手権 優勝
- 1996年:アトランタオリンピック 金メダル
- 2000年:ミストラル級世界選手権 優勝
- 2001年:ミストラル級世界選手権 優勝
- 2002年:ミストラル級世界選手権 優勝
- 2003年:ISAF世界選手権 2位
- 2004年:アテネオリンピック 銀メダル